# Віденський овочевий оркестр
Ві́денський овоче́вий орке́стр (нім. Das erste Wiener Gemüseorkester, англ. The Vegetable Orchestra) — музичний колектив з Австрії, що грає на музичних інструментах, зроблених зі свіжих овочів.

## Історія
Група, що заснована в січні 1998 року, складається з десятьох музикантів, одного повара та одного звукооператора. Члени колективу беруть активну участь у різноманітних галузях мистецтва (навчання музикантів, скульптура, дизайн і архітектура), а також співпрацюють для виконання спільних проєктів. Індивідуальний підхід, що і є вирішальним фактором у дослідженні та подальшому розвитку їхньої музики, зробив їхній ансамбль унікальним. Мета колективу — створювати екстраординарне звучання, яке сприйматиме будь-яка аудиторія. Наразі колектив виступав у Європі, США, Китаї та Сінгапурі.

## Особливості
Джерелом натхнення членів колективу можна вважати композиції Джона Кейджа. Репертуар групи складається з саунд-арту, експериментальної й електронної музики. Група виконує інтерпретації Ігоря Стравінського, німецької електроніки й австрійської групи Radian, а також власні доробки. Усі композиції створені виключно для живого виконання.
Серед інструментів власного винаходу — морквяні блокфлейти, тріскачки з баклажанів, труби з цукіні, а також численні інші. Їхнє звучання посилюється за допомоги спеціальних мікрофонів. Інструменти виготовляють усього за годину до виступу з використанням свіжих овочів. Після концерту з овочів готують суп та подають його аудиторії.

## Дискографія
| Рік  | Назва       |
| ---- | ----------- |
| 1999 | Gemise      |
| 2003 | Automate    |
| 2008 | Remixed     |
| 2010 | Onionoise   |
| 2018 | Green Album |